# Nyctonympha carcharias
Nyctonympha carcharias là một loài bọ cánh cứng trong họ Cerambycidae.